# Lindsjön
För andra betydelser, se Lindsjön (olika betydelser).
Lindsjön är en sjö i Sundsvalls kommun i Medelpad som ingår i Ljungans huvudavrinningsområde. Sjön har en area på 1,6 kvadratkilometer och ligger 39,1 meter över havet. Sjön avvattnas av vattendraget Linån.
Lindsjön har troligen sitt namn efter en gammal  betydelse och översätts då "gyttjesjö". Namnet kan även härstamma från den mer nutida översättning, helt enkelt efter att det stått lindar vid sjön. Området kring Lindsjön är mest åkermark och mycket bebodd.

## Delavrinningsområde
Lindsjön ingår i delavrinningsområde (690859-156176) som SMHI kallar för Utloppet av Lindsjön. Medelhöjden är 120 meter över havet och ytan är 21,11 kvadratkilometer. Räknas de 4 avrinningsområdena uppströms in blir den ackumulerade arean 67,21 kvadratkilometer. Linån som avvattnar avrinningsområdet har biflödesordning 3, vilket innebär att vattnet flödar genom totalt 3 vattendrag innan det når havet efter 31 kilometer. Avrinningsområdet består mestadels av skog (72 procent). Avrinningsområdet har 1,58 kvadratkilometer vattenytor vilket ger det en sjöprocent på 7,5 procent.